# Acarnus guentheri
Acarnus guentheri är en svampdjursart som först beskrevs av Arthur Dendy 1896.  Acarnus guentheri ingår i släktet Acarnus och familjen Acarnidae. Inga underarter finns listade i Catalogue of Life.